# Lažánky (Klatovy)
Lažánky jsou malá vesnice, část města Klatovy ve stejnojmenném okrese v Plzeňském kraji. Nachází se asi tři kilometry jihovýchodně od Klatov. Lažánky leží v katastrálním území Klatovy o výměře 27,21 km².

## Historie
První písemná zmínka o vesnici pochází z roku 1403.
Lažánky vznikly roku 1964 jako část města Klatovy ve stejnojmenném okrese.

## Obyvatelstvo
| Rok            | 1869 | 1880 | 1890 | 1900 | 1910 | 1921 | 1930 | 1950 | 1961 | 1970 | 1980 | 1991 | 2001 | 2011 | 2021 |
| -------------- | ---- | ---- | ---- | ---- | ---- | ---- | ---- | ---- | ---- | ---- | ---- | ---- | ---- | ---- | ---- |
| Počet obyvatel | 27   | 79   | 44   | 49   | 47   | 0    | 40   | 0    | 15   | 12   | 9    | 4    | 5    | 10   | 17   |
| Počet domů     | 4    | 5    | 5    | 5    | 6    | 6    | 6    | 0    | 0    | 5    | 3    | 6    | 6    | 7    | 8    |

## Galerie

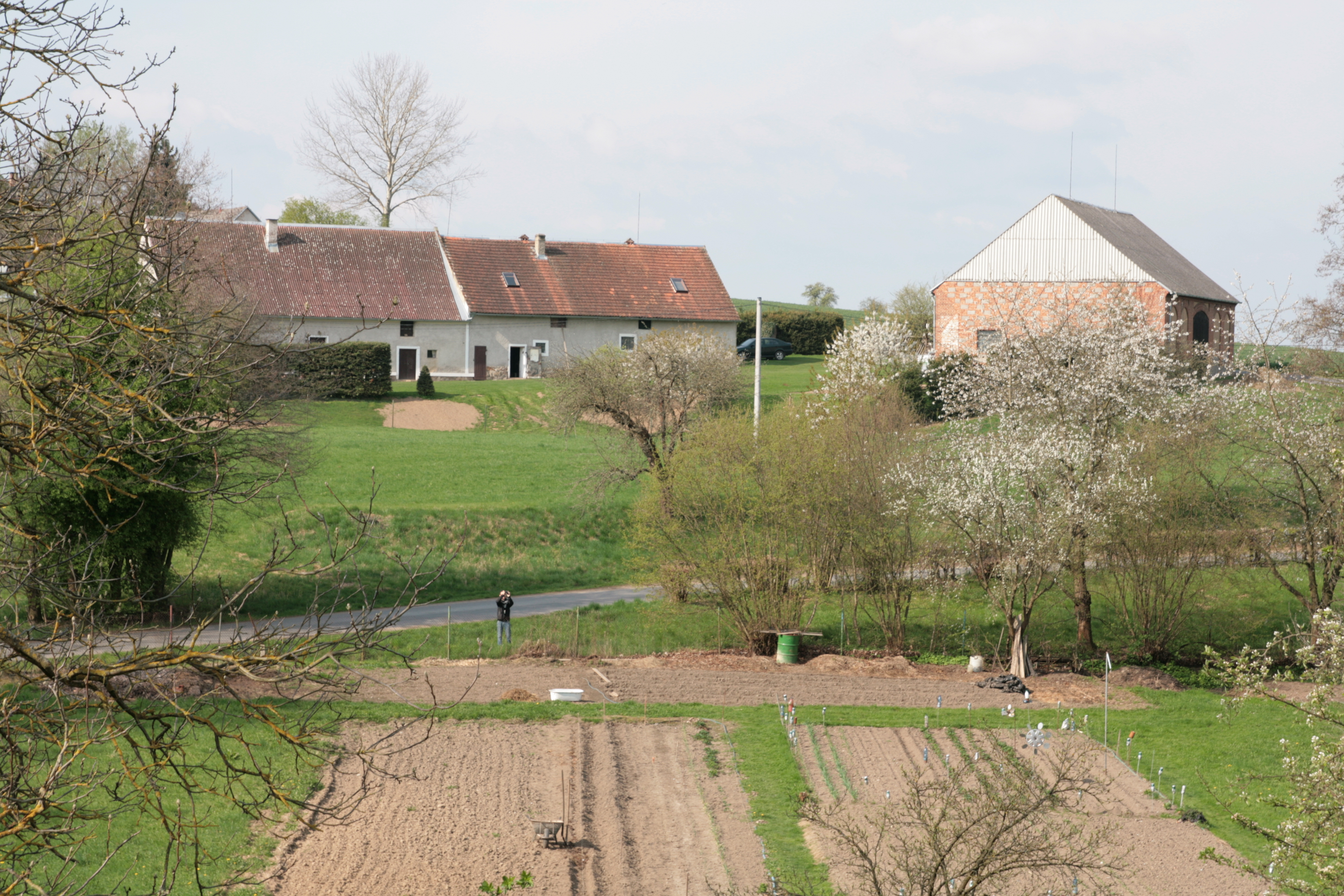
Místní domy
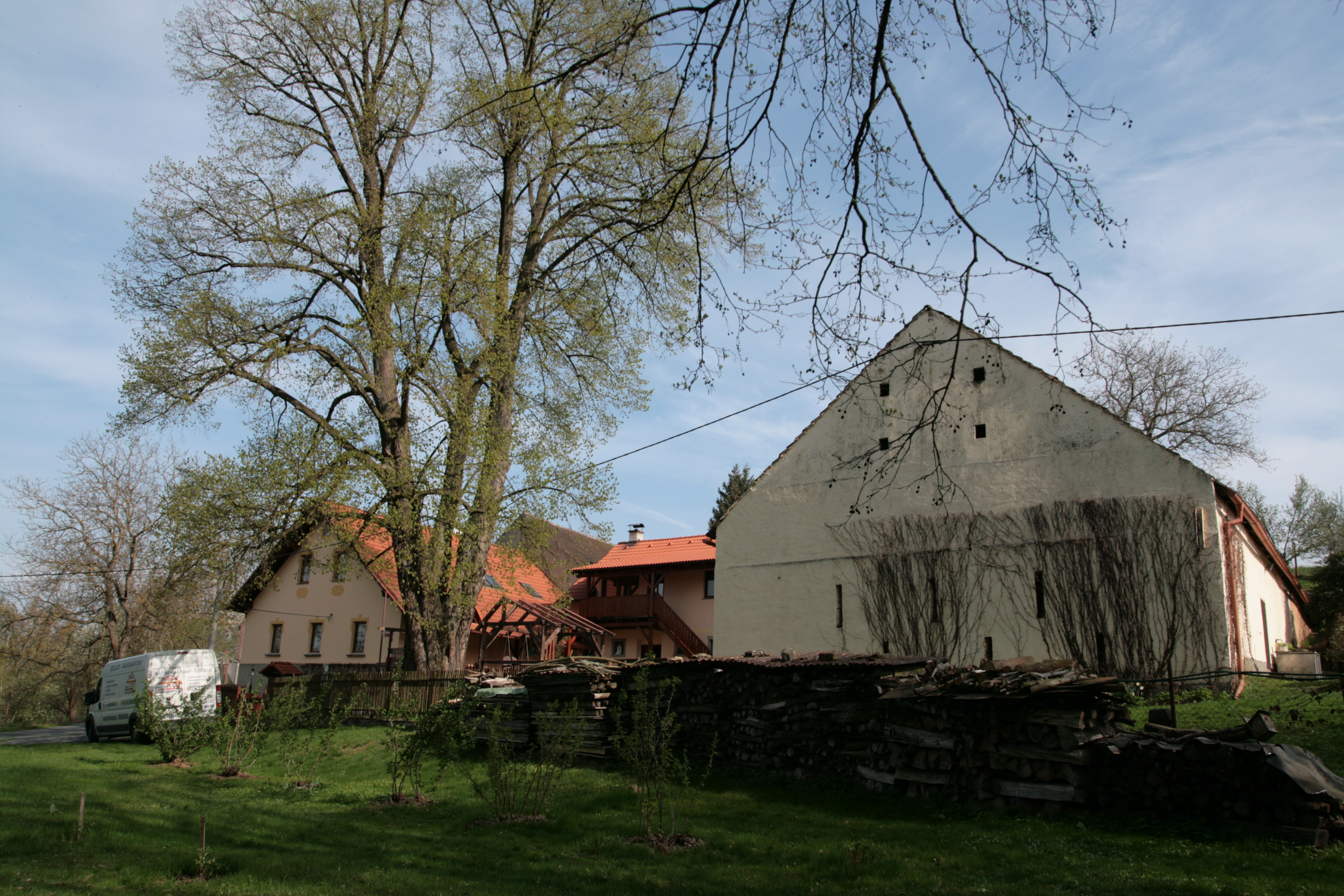
Místní domy
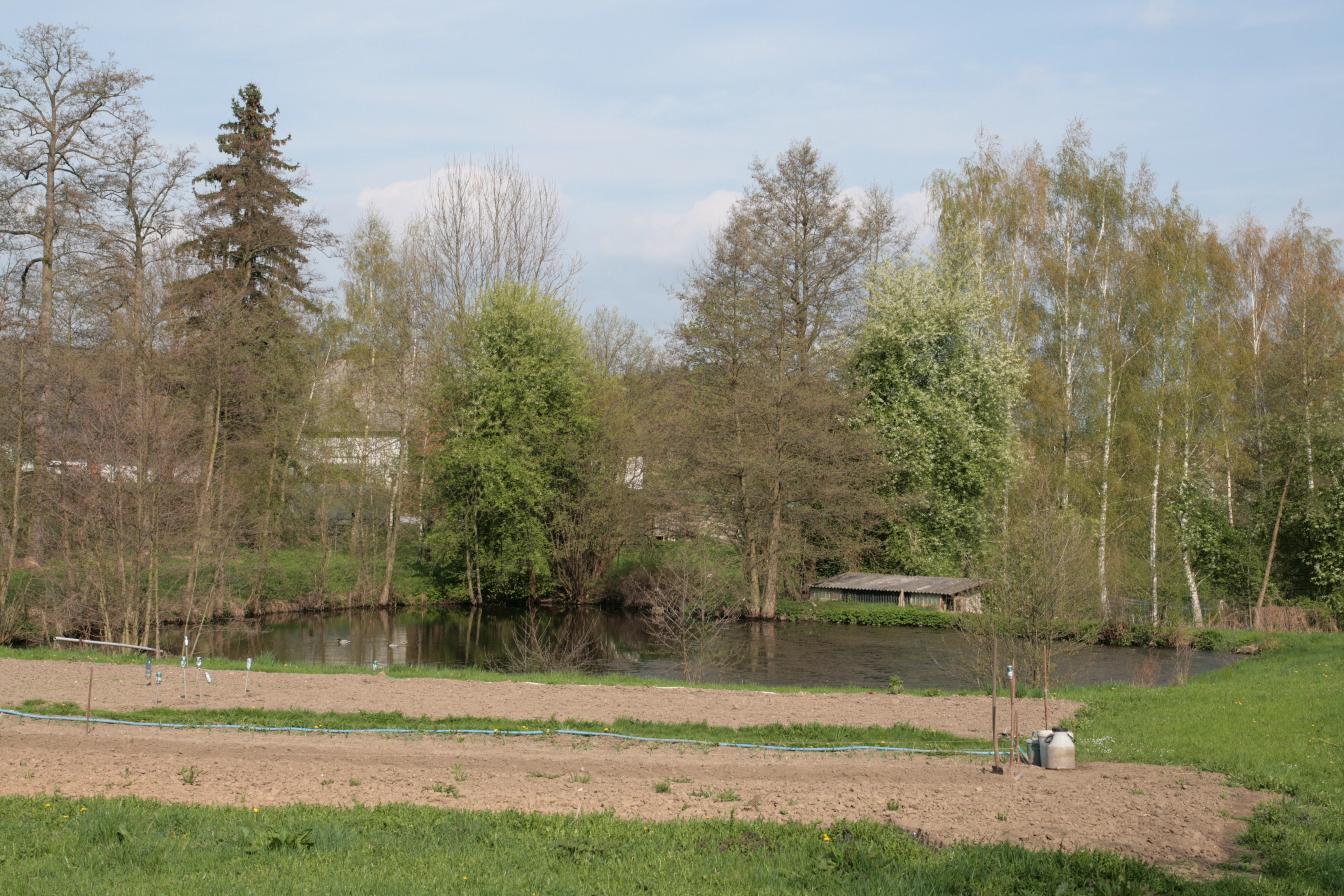
Rybník